# A László tábor szereplőinek listája
Az alábbi cikk tartalmazza a László tábor (angolul: Camp Lazlo) című amerikai televíziós animációs filmsorozat szereplőinek listáját. A sorozatot a Cartoon Network Studios készítette, Magyarországon és Amerikában egyaránt a rajzfilmekre szakosodott Cartoon Network televíziós csatorna sugározza.

## Babcserkészek

### A gyerekek

#### László
László (Lazlo) egy brazil pókmajom, vidám, gondtalan személyiség. A Csere Berek tábor szabályai és kötelezettségei miatt ő és barátai nehezen illeszkednek be, mindig keresi a szórakozási lehetőségeket. A Lek-vár nevű bungalóban lakik két társával, Rajmunddal és Kelemennel, de a tábor többi lakója csak "Lekvártrióként" emlegeti őket. Csupa jóakaratból borítja fel a Csereberek életét. A Babcsíra csapat született nonkonformistája lelkesen csintalankodik és végzi a maga titokzatos és bolond küldetéseit egy táborban, ahol a többség szereti a "sorakozó!"-t és a "zászlónak tisztelegj!"-et. László fantáziája és kreativitása minden problémára megoldást talál, bár közben olthatatlan jókedve Lumpusz csapatvezető agyára megy. Magyarhangja: Seder Gábor

#### Rajmund
Rajmund (Raj) László egyik barátja, egy indiai elefánt. Ő elefánt létére meglehetősen félénk és ijedős, különösen a bogaraktól és csúszómászóktól retteg. Imádja a mályvacukrot, gyakorlatilag bármennyit képes megenni belőle. Furcsa akcentussal beszél: képtelen kimondani az "ű" és "ő" hangokat. Magyarhang: Galambos Péter

#### Kelemen
Kelemen (Clam) egy kis albínó törpe rinocérosz, László és Rajmund barátja. Egyedi beszédmódja van, amitől butának tűnhet, de valójában Kelemen egy többfunkciós zseni. Imádja a szömörcét.

#### Sámson
Sámson egy szemüveges tengerimalac, aki általában László csapatával igyekszik tartani. Asztmás és tisztaság mániás, emiatt sok kalandból kimarad. Magyarhangja: Szvetlov Balázs

#### Edvárd
Edvárd (Edward) egy dulifuli kacsacsőrű emlős, Chip és Skip hálótársa. A szabályok rabjaként neki mindenki ellenszenves, aki nem tartja be azokat. Tulajdonképpen olyan, mint egy gyerekforma Lumpus: utálja a tábort és mindenkit, aki ott él (különösen Lászlót). Hűvös és undok természete egy igazi furmányos csínytevőt rejt. Kedvenc szórakozása a többiek szívatása. Folyamatosan terveket sző László és barátai szórakozásának megakadályozására. Magyar hangja: Bartucz Attila

#### Csíp és Szúr
Csíp és Szúr (Chip és Skip) 200 centis ganajtúró bogarak. Szörnyen buták és naivak. Általában tudtuk nélkül segítenek Edwardnak terve végrehajtásában. Hatalmasak és erősek, viszont ezt a fizikai evolúciót az agytérfogatuk sínylette meg. Valószínűleg testvérek, de sokszor csak haverokként kezelik őket és ők is egymást. Mivel ganajtúrók és ezáltal rendkívül büdösek, állandóan legyek keringenek körülöttük, melyek nélkül hosszú álomba merülnek. Edwarddal élnek egy szálláson (Pinto). A sorozatban mindig együtt látjuk őket. Magyar hangja: Vári Attila.

#### Ping és Pong
Hosszúnyakú madarak. Magyar hangja: Markovics Tamás és Bódy Gergő.

### Tábori személyzet

#### Lumpus Cserkészparancsnok
Lumpus egy rénszarvas. A Csere Berek tábor vezetője. Mindig mérges, utálja a tábort.
magyarhang: Galbenisz Tomasz, Schnell Ádám

#### Csigábor
Csigábor (Slinkman) egy banános meztelencsiga Lumpus helyettese és a tábor buszsofőrje.magyarhang:Szokol Péter

## Mókus cserkészek

### A gyerekek

#### Ravasz
Ravasz (Patsy Smiles) egy mongúzlány rózsaszín hajjal. László szerelme. Ő a legszebb lány a táborban.
magyar hangja: Zsigmond Tamara, Bogdányi Titanilla

#### Nyakas
Nyakas (Nina) egy zsiráflány a mókus cserkészek közül. Okos, Lazlonak segít. Cincáló hangja van.

#### Reccsen
Reccsen (Gretchen) egy szőke aligátorlány, mindig mogorva, éhes, főleg akkor, ha ugráló majmokat lát. magyar hangja: Adaik Viktória

### Tábori személyzet

#### Józsa Őz
Ő a Mókus Tábor vezetője. Egy kedves őz, aki ritkán mérges, Lumpus szerelmes belé. Nem túl okos.

#### Miss Mucus
Egy varacskos disznó, ő a Mókustábor vezetőjének a segédje. Igazi katonás bébicsősz, vasszigorú kiképzőtiszt, aki tökéletes ellentéte felettesének.
magyar hangja: Adaik Viktória